# Barriemore Barlow
Barriemore Barlow (10. září 1949 v Birminghamu) je anglický bubeník. Proslavený je především jako člen skupiny Jethro Tull, kde účinkoval od května 1971 do června 1980. Byl spolužákem a přítelem Iana Andersona a v Jethro Tull nahradil odcházejícího Clive Bunkera.
Barlow opustil Jethro Tull v roce 1980, kdy po dokončení turné Stormwatch odešel dělat různé projekty, včetně práce s Robertem Plantem, Johnem Milesem a Jimmy Pagem. Začal též pracovat se svou vlastní skupinou nazvanou Storm.
Hrál na albu Yngwie Malmsteena, Rising Force.

## Diskografie
s umělci a skupinami:

### Jethro Tull
- "Life's a Long Song" (1971 EP)
- Thick as a Brick (1972)
- Living in the Past (kompilace včetně nahoře uvedené EP)
- A Passion Play (1973)
- War Child (1974)
- Minstrel in the Gallery (1975)
- Too Old to Rock 'n' Roll: Too Young to Die! (1976)
- Songs from the Wood (1977)
- Heavy Horses (1978)
- Bursting Out (1978)
- Stormwatch (1979)

### Kerry Livgren
- Seeds of Change (1980)

### With Robert Plant
- The Principle of Moments (1983)

### Yngwie Malmsteen
- Rising Force (1984)

### John Miles
- Transition (1985)

### Jimmy Page
- Outrider (1988)